# Pica (arquitectura)
|  | «Aigüera» redirigeix aquí. Si cerqueu el gentilici de les habitants d'Aigües, vegeu Aigües |

|  | Per a altres significats, vegeu «pila baptismal». |

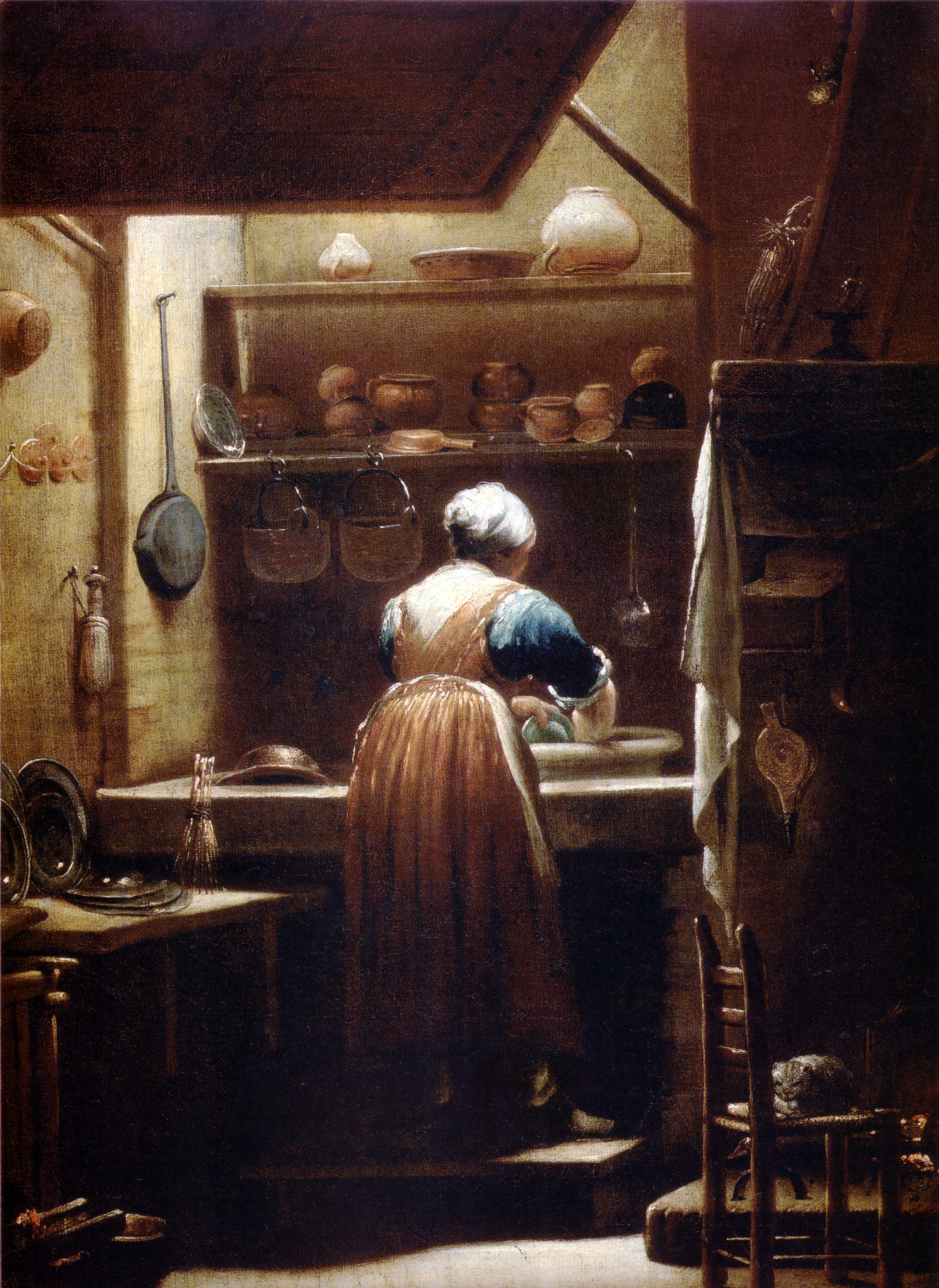
La cuinera (Giuseppe Crespi, 1712)

Una pica, pila o aigüera, dita també escurador(a), fregador(a) o rentador és una peça normalment de pedra amb una concavitat destinada a contenir aigua o qualsevol altre líquid i que pot anar fixada o sostinguda a la paret o per un peu, o disposada a terra. Serveix per a llavar, rentar, escurar o amarar quelcom
Els termes pica i pila també designen un ample recipient de pedra o altre material, per a contenir aigua o un altre líquid, destinat a abeurar-hi animals, banyar-s'hi, etc.
Disposa d'una o dues aixetes o una aixeta mescladora d'on brolla l'aigua, freda o calenta, per al rentatge, sovint és orientable. Posseeix dues zones, que es poden destinar, l'una per a ensabonar els plats i l'altra per a esbandir-los. Al costat o a sobre (de vegades en forma d'armari) hi sol haver un escorreplats.
Els materials més habituals en què es fabriquen les aigüeres són: acer inoxidable (material popular present en la major part de cuines actuals), acer esmaltat, ceràmica (ideal per a recrear certs ambients rústics), marbre (confereix al moble una connotació d'alta gamma), gres (material resistent i durador el disseny del qual es pot combinar amb el de la rajola de València), compòsit o altres materials sintètics de gran resistència a cops i productes químics.